# Seitokai Yakuindomo
Seitokai Yakuindomo (生徒会役員共 bogst. Elevrådsmedlemmer) er en japansk humoristisk mangaserie skrevet og tegnet af Tozen Ujiie. Serien startede i Magazine Special i maj 2007 men skiftede til Weekly Shounen Magazine i juli 2008 og gik efterfølgende her til november 2021. Den er sideløbende blevet samlet og udgivet i foreløbig 21 bind af forlaget Kodansha. En animeserie i 13 afsnit produceret af GoHands blev sendt i Japan på TV Kanagawa mellem 4. juli og 26. september 2010. Efterfølgende blev der udgivet 8 ekstra OVA-afsnit, dels som dvd vedlagt mangabindene og dels selvstændigt. Fra 4. januar til 29. marts 2014 blev der desuden sendt en egentlig anden sæson, Seitokai Yakuindomo* (生徒会役員共*), der ligeledes er blevet efterfulgt af en række OVA-afsnit. Desuden er der lavet en animefilm i 2017 som markering af mangaseriens 10 års jubilæum. En til animefilm blev udgivet i 2021.

## Plot
Drengen Takatoshi Tsuda beslutter sig for at gå på Osai Gymnasium, fordi det er tæt på hans hjem, men uden at tænke på at det indtil for nylig var en ren pigeskole. Med den følge at han bliver en del af den første årgang, hvor piger og drenge skal undervises sammen. Men før han overhoved kommer ind på skolens område den første dag, bliver han stoppet af elevrådsformanden Shino Amakusa og tvunget til at have skoleuniformen reglementeret på. Ved den lejlighed lærer han også de to andre elevrådsmedlemmer Aria Shichijou und Suzu Hagimura at kende. Shino kommer overraskende på den ide at optage ham i elevrådet, for da der nu er mandlige elever på skolen, må det også afspejles i elevrådet. Fra dette tidspunkt forsøger han at hjælpe med elevrådets opgaver, men må samtidig se sig konfronteret med Shinos tvetydige og perverse tanker og med de andre elevrådsmedlemmers og elevers særheder.

## Figurer

### Elevrådet
- Takatoshi Tsuda (津田 タカトシ Tsuda Takatoshi) er hovedpersonen, der valgte at gå på den tidligere pigeskole, simpelthen fordi den er tæt på hans hjem. På den første dag på vej til skole bliver han tvunget til at deltage i elevrådet som næstformand og mandlig repræsentant. Han fungerer ofte som modsætning til Shino og Aria med deres perverse hentydninger og kommentarer og bliver så vant til det, at han ville finde det mærkeligt, hvis de ikke kom med dem.

- Shino Amakusa (天草 シノ Amakusa Shino) er elevrådsformanden og en andenårselev. Hun er seriøs og flittig, dygtig til det meste og også meget populær blandt eleverne. Imidlertid tænker hun næsten altid på perverse ting og antyder endda, at en af hendes primære årsager til hendes interesse i Takatoshi er nysgerrighed om ting, der ikke læres i biologitimerne. Hun har højdeskræk, er bange for insekter og har komplekser om sine bryster, noget der forstærkes af, at Aria har større end hende. Indimellem foretager hun parlignende aktiviteter med Takatoshi så som at gå sammen med ham, dele en paraply eller rense hans ører, men hun føler alligevel at det pinligt, når Takatoshi siger noget, der kan forstås på en romantisk måde. Det antydes at hun har romantiske følelser for Takatoshi, men hun afviser det selv, når hun bliver spurgt, og der sker da heller ikke noget. Ifølge hendes barndomsveninde Misaki Amano (天野 ミサキ Amano Misaki) var Shino også elevrådsformand på sin gamle skole.

- Aria Shichijou (七条 アリア Shichijou Aria) er også en andenårselev, elevrådets sekretær og Shinos bedste ven. Hun er den mest voksne af udseende og kommer fra en rig familie. Hendes tankegang er tilbøjelig til at gå samme vej som Shino drejer hvert ord og tanke til noget seksuelt. Fordi hun er helt absurd rig og overbeskyttet har hun nogle lidt svært ved at begå sig. F.eks. kan hun så foran en dør i forventning om at den åbnes eller ved foden af en trappe som i en elevator. Fagligt fejler hovedet dog intet og ved terminsprøven er således den næstbedste, lige efter Shino. Det at hun er mere veludrustet end de øvrige elevrådsmedlemmer, øger Shinos kompleks omkring sine egne bryster.

- Suzu Hagimura (萩村 スズ Hagimura Suzu) er en førsteårselev der har en IQ på 180, taler flere sprog flydende og kan udføre ticifrede regnestykker i hoveder. Hun er elevrådets kasserer og den mest mentalt voksne, men hun er meget følsom, når det gælder hendes højde, der stadig svarer til en grundskoleelevs. Mange vittigheder involverer Suzus barnlige udseende eller mangel på højde, hvilket får hende til at fare i flint, når som helst det nævnes. Ved billeder hvor man kun ser overkroppene af forskellige personer er det en fast vittighed, at man kun ser Suzus hoved eller en pil, der viser hvor hun er. Til at begynde med accepterer hun kun Takatoshi modstræbende, men hun kommer til at være afhængig og ham og føler sig usikker, når han ikke er der. Det antydes senere, at hun kan have fået følelser for ham, men der sker ikke noget.

### Andre figurer
- Kotomi Tsuda (津田 コトミ Tsuda Kotomi) er Takatoshis lillesøster, der også vælger at gå på Osai, fordi det er tæt på hjemmet. Hun er hensynsfuld og kærer sig om andre men er også nysgerrig og entusiastisk, når det gælder voksne forhold. Hendes opførsel kommer på den måde ofte til at minde om Shino, de kom f.eks. begge med voksen-mangaer til Takatoshi, da han var syg. Hun har et tæt forhold til sin bror, men hendes kommentarer får det nogle gange til at lyde som incest til Takatoshis frustration. Ikke desto mindre kommer hun fint ud af det med andre piger, spørger dem altid og får konstant hjælp af dem. Hun bliver senere manager for judo-klubben.

- Ranko Hata (畑 ランコ Hata Ranko) er formand for avisklubben og har for vane at tage billeder af elevrådsmedlemmerne for at sælge dem på skolen, oftest uden at de fotograferede ved det og til tider forfalsket. Hun bliver dog ofte fanget. Når hun interviewer nogen, ynder hun drejer svarene, så de fremstår som noget beskidt eller perverst, hvilket ofte går udover Takatoshi. Hun prøver også konstant at få Shino og Takatoshi til at indrømme, at de dater, eller spreder rygter om det til deres ærgrelse. I animeen har hun en gravalvorlig monoton stemme, der står i stærk modsætning til de andre pigers letantændelige temperamenter.

- Naruko Yokoshima (横島 ナルコ Yokoshima Naruko) er lærer på gymnasiet og rådgiver for elevrådet. Hun er utrolig pervers, endda endnu mere end Aria og Shino, og søger aggressivt efter yngre mænd, selv blandt hendes egne elever. I animeen underviser hun i engelsk, og hendes stof har ofte perverst indhold. Hun portrætteres ofte som en upålidelig og ubrugelig underviser og er dertil tilbøjelig til regelmæssigt at drikke sig fuld.

- Mutsumi Mitsuba (三葉 ムツミ Mitsuba Mutsumi) er leder og grundlægger af gymnasiets judoklub og Takatoshis klassekammerat. Hun er en stærk og dygtig kæmper og meget dedikeret til ledelsen af klubben men har også en enkel tankegang. Hun forelsker sig senere i Takatoshi, og trods hendes bemærkelsesværdige potentiale indenfor kampsport fastslår hun, at hendes drøm er at blive en hustru. Hun er venlig og uskyldig og misforstår ofte Arias og Shinos perverse kommentarer.

- Chiri Nakazato (中里 チリ Nakazato Chiri) er en drengepige med kort blondt hår, Mutsumis ven og medlem af judoklubben.

- Kaede Igarashi (五十嵐 カエデ Igarashi Kaede) er formanden for diciplinærkomiteen på gymnasiet og har en stærk sans for ret og moral. Hun lider af androfobi, frygten for det modsatte køn. Med tiden kan hun dog klare at være sammen med Takatoshi men ikke med andre mænd.

- Sayaka Dejima (出島 サヤカ Dejima Sayaka) er Arias personlige tjenestepige, der er en dygtig kok og nyder at ordne vasketøjet. Hun er meget beskyttende overfor Aria, holder nøglen til hendes kyskhedsbælte og synes at have en fetish for alt, hvad Aria har har rørt eller haft på, og for uvasket undertøj i det hele taget.

- Nene Todoroki (轟 ネネ Todoroki Nene) er et medlem af robotreserachklubben, der elsker at lave både komplekse robotter og vibratorer, oftest bærende en hele dagen. Hun er en personlig ven af Suzu.

- Kaoru Toki (時 カオル Toki Kaoru), normalt kaldet Toki (時さん Toki-san), er Kotomis første ven i gymnasiet og både ligner og lyder som en forbryder. Trods hendes skræmmende og usociale udseende er hun utrolig klodset og viser ingen tegn på at være rebelsk. Faktisk er den eneste årsag til, at hun lader sin skjorte hænge løs, at hun en dag ved en uheld stak den ned i sit undertøj og følte det var pinligt. Hun er lidt forvirret og farer f.eks. vild og kommer for sent, når hun skal mødes med Kotomi, eller får ikke stået af det rigtige sted, når hun er på vej med toget et sted hen.

- Chihiro Uomi (魚見 チヒロ Uomi Chihiro), normalt kaldet Uomi (魚見 Uomi) og med øgenavnet "Womi", er elevrådsformand for det nærliggende Eiryou Gymnasium. Hun bliver introduceret da hendes skole besøger Osai for at udveksle ideer. Hun og Shino opdager at deres tankegang ligner hinanden meget og kommer derfor godt ud af det med hinanden. Uomi kommer i familie med de to Tsuda-søskende, da et par af deres slægtninge gifter sig. Hun insisterer på at Takatoshi kalder hende for onee-chan, idet hun selv kalder ham for Taka-kun.

- Nozomi Mori (森 ノゾミ Mori Nozomi) er næstformand for elevrådet på Eiryou Gymnasium. Hun lader til at have følelser for Takatoshi. For Uomi og Shino virker det som om, hun har nemt ved at komme tæt på ham på en romantisk måde, men det meste af tiden er det bare misforståelser. De hævder at de kan slappe af i hinandens selskab, da der ikke er nogen vittighedspartnere at tage hensyn til.

- Aoba (青葉 Aoba) er et medlem af elevrådet på Eiryou Gymnasium.

- Rikizou Gondou (権藤 リキゾウ Gondou Rikizou) er rektor på Osai Gymnasium. Han tænker altid på sine elevers velbefindende. Han har problemer med hæmorroider og kan derfor ikke sidde uden en speciel pude. Han er også ryger og nødt til afholde sig selv fra at ryge på skolen.

- Daimon (大門 Daimon) er idrætslærer og rådgiver for skolens judoklub. Han er forlovet med Michishita.

- Michishita (道下 Michishita) er lærer og rådgiver for korklubben. Hun er forlovet med Daimon.

- Koyama (小山 Koyama) er en tidligere lærer fra Shinos grundskole, der nu er lærer på Osai Gymnasium. Hun er stadig ene og kan derfor til en vis grad sympatisere med Yokoshima.

- Kenji Yanagimoto (柳本 ケンジ Yanagimoto Kenji) er Takatoshis ven og klassekammerat. Han bruger briller.

- Chiri Nakazato (中里 チリ Nakazato Chiri) er Mutsumis ven og et medlem af judoklubben. I hendes andet år bliver hun også ven med Takatoshi. Hun bliver altid offer for Mutsumis styrke, når hun påpeger, at Mutsumi kan lide Takatoshi.

- Nanako Umibe (海辺 ナナコ Umibe Nanako) er Mutsumis ven og et medlem af judoklubben. Hun forvred engang håndledet før en vigtig venskabskamp, så Shino måtte kæmpe i stedet for hende. Under afskedsfesten bliver hun så nervøs, at hun kommer til at stamme for meget.

- Hashitaka (橋高 Hashitaka) er Shichijou-familiens butler. Takatoshi måtte på et tidspunkt afløse ham, fordi han havde forstrakt ryggen.

### Crossover-figurer
- Misaki Amano (天野 ミサキ Amano Misaki) er en yngre bardomsven af Shino og kender ganske godt til hendes tvetydige tankegang sin tid som næstformand i grundskolen, hvor Shino var formand. Misaki virker til at være lige så realitetsbevidst som Takatoshi. Hun er en af hovedpersonerne i Ujiie Tozens tidligere værk, College Girl Tutor Hamanaka Ai (女子大生家庭教師濱中アイ Joshidaisei Kateikyoushi Hamanaka Ai), hvor hun har en lignende rolle

- Triple Booking (トリプルブッキング Toripuru Bukkingu) er en populær idolgruppe, der har forbindelse til R Princess (レイ・プリンセス Rei Purinsesu). De er hovedpersonerne i Ujiie Tozens tidligere værk, Idol's Red Book (アイドルのあかほん Aidoru no Aka Hon). Navnet Triple Booking kommer af at de ved et tilfælde blev hentet ind af R Princess på samme tid til trods for at der kun var plads til et idol. I animeserien har de samme dubbere som de tre kvindelige medlemmer af elevrådet.
  - Shiho Iida (飯田シホ Iida Shiho) er et 13 år gammelt medlem af Triple Booking. Hun har for vane at udtale ting forkert. Hendes tankegang er stadig i puberteten, i stil med Shino.
  - Yuuri Arina (有銘ユーリ Arina Yuuri) er et 10 år gammelt medlem af Triple Booking men er den med længst erfaring, da hun har været i talentbranchen i ni år. Hun er gruppens skøre hoved og hævder at have en dårlig sovestillig.
  - Karuna Kisaragi (如月カルナ) er et 16 år gammelt medlem af Triple Booking. Hun går på St. Light Girls College (聖光女学院 Seikou Jogakuin).

## Manga
Seitokai Yakuindomo er en humoristisk firebilleders manga, der blev skrevet og tegnet af Tozen Ujiie. Mangaserien startede i juni 2007-udgaven af Kodanshas Magazine Special, der udkom 19. maj 2007. Her gik den indtil juli 2008-udgaven, der udkom 20. juni 2008. Herefter skiftede den til Kodanshas Weekly Shounen Magazine startende med nr. 34, 2008, der kom på gaden 23. juli 2008. Serien endte 17. november 2021. Det første bind med serien blev udgivet 12. august 2008, og der er indtil videre udgivet 21 af slagsen. Fra bind 5 og fremefter er de udgivet både i almindelig udgaver og i eksklusive udgave med vedlagt dvd. Det 22. og sidste bind udkommer i januar 2022.

### Mangabind
| Bind | Udgivet            | Japansk ISBN-nr. (almindelig udgave) | Japansk ISBN-nr. (eksklusiv udgave) |
| --- | ------------------ | ------------------------------------ | ----------------------------------- |
| 1 | 12. august 2008    | ISBN 978-4-06-384030-8               | -                                   |
| Kapitel 1-15 fra Magazine Special. |                    |                                      |                                     |
| 2 | 15. maj 2009       | ISBN 978-4-06-384142-8               | -                                   |
| Kapitel 1-30 fra Weekly Shounen Magazine.                                                                                                  |                    |                                      |                                     |
| 3 | 15. januar 2010    | ISBN 978-4-06-384240-1               | -                                   |
| Kapitel 31-60 fra Weekly Shounen Magazine.                                                                                                 |                    |                                      |                                     |
| 4 | 17. august 2010    | ISBN 978-4-06-384347-7               | -                                   |
| Kapitel 61-90 fra Weekly Shounen Magazine.                                                                                                 |                    |                                      |                                     |
| 5 | 15. april 2011     | ISBN 978-4-06-384479-5               | ISBN 978-4-06-358344-1              |
| Kapitel 91-120 fra Weekly Shounen Magazine. Udsendt både i almindelig udgave og i eksklusiv udgave med DVD med afsnit 14 af første sæson.  |                    |                                      |                                     |
| 6 | 17. november 2011  | ISBN 978-4-06-384585-3               | ISBN 978-4-06-358359-5              |
| Kapitel 121-150 fra Weekly Shounen Magazine. Udsendt både i almindelig udgave og i eksklusiv udgave med DVD med afsnit 15 af første sæson. |                    |                                      |                                     |
| 7 | 17. juli 2002      | ISBN 978-4-06-384710-9               | ISBN 978-4-06-358376-2              |
| Kapitel 151-180 fra Weekly Shounen Magazine. Udsendt både i almindelig udgave og i eksklusiv udgave med DVD med afsnit 17 af første sæson. |                    |                                      |                                     |
| 8 | 15. februar 2013   | ISBN 978-4-06-384817-5               | ISBN 978-4-06-358412-7              |
| Kapitel 181-211 fra Weekly Shounen Magazine. Udsendt både i almindelig udgave og i eksklusiv udgave med DVD med afsnit 18 af første sæson. |                    |                                      |                                     |
| 9 | 17. oktober 2013   | ISBN 978-4-06-394946-9               | ISBN 978-4-06-358443-1              |
| Kapitel 212-242 fra Weekly Shounen Magazine. Udsendt både i almindelig udgave og i eksklusiv udgave med DVD med afsnit 21 af første sæson. |                    |                                      |                                     |
| 10 | 16. maj 2014       | ISBN 978-4-06-395093-9               | ISBN 978-4-06-358483-7              |
| Kapitel 243-270 fra Weekly Shounen Magazine. Udsendt både i almindelig udgave og i eksklusiv udgave med DVD med afsnit 14 af anden sæson.  |                    |                                      |                                     |
| 11 | 17. februar 2015   | ISBN 978-4-06-395324-4               | ISBN 978-4-06-358711-1              |
| Kapitel 271-301 fra Weekly Shounen Magazine. Udsendt både i almindelig udgave og i eksklusiv udgave med DVD med afsnit 16 af anden sæson.  |                    |                                      |                                     |
| 12 | 17. september 2015 | ISBN 978-4-06-395485-2               | ISBN 978-4-06-358766-1              |
| Kapitel 302-332 fra Weekly Shounen Magazine. Udsendt både i almindelig udgave og i eksklusiv udgave med DVD med afsnit 17 af anden sæson.  |                    |                                      |                                     |
| 13 | 15. april 2016     | ISBN 978-4-06-395648-1               | ISBN 978-4-06-358792-0              |
| Kapitel 333-364 fra Weekly Shounen Magazine. Udsendt både i almindelig udgave og i eksklusiv udgave med DVD med afsnit 18 af anden sæson.  |                    |                                      |                                     |
| 14 | 16. december 2016  | ISBN 978-4-06-395826-3               | ISBN 978-4-06-358793-7              |
| Kapitel 365-394 fra Weekly Shounen Magazine. Udsendt både i almindelig udgave og i eksklusiv udgave med DVD med afsnit 19 af anden sæson.  |                    |                                      |                                     |
| 15 | 15. september 2017 | ISBN 978-4-06-510186-5               | ISBN 978-4-06-397025-8              |
| Kapitel 295-425 fra Weekly Shounen Magazine. Udsendt både i almindelig udgave og i eksklusiv udgave med DVD med afsnit 22 af anden sæson.  |                    |                                      |                                     |
| 16 | 16. marts 2018     | ISBN 978-4-06-511062-1               | ISBN 978-4-06-397031-9              |
| Kapitel 426-456 fra Weekly Shounen Magazine. Udsendt både i almindelig udgave og i eksklusiv udgave med DVD med den første animefilm.      |                    |                                      |                                     |
| 17 | 17. april 2019     | ISBN 978-4-06-514882-2               | ISBN 978-4-06-511560-2              |
| Kapitel 457-487 fra Weekly Shounen Magazine. Udsendt både i almindelig udgave og i eksklusiv udgave med DVD med afsnit 23 af anden sæson.  |                    |                                      |                                     |
| 18 | 16. august 2019    | ISBN 978-4-06-516230-9               | ISBN 978-4-06-511559-6              |
| Kapitel 488-517 fra Weekly Shounen Magazine. Udsendt både i almindelig udgave og i eksklusiv udgave med DVD med afsnit 24 af anden sæson.  |                    |                                      |                                     |
| 19 | 17. september 2020 | ISBN 978-4-06-520596-9               | ISBN 978-4-06-517553-8              |
| Kapitel 518-548 fra Weekly Shounen Magazine. Udsendt både i almindelig udgave og i eksklusiv udgave med DVD med et OVA-afsnit.             |                    |                                      |                                     |
| 20 | 17. marts 2021     | ISBN 978-4-06-522218-8               | ISBN 978-4-06-522099-3              |
| Kapitel 549-579 fra Weekly Shounen Magazine. Udsendt både i almindelig udgave og i eksklusiv udgave med 48 sider illustrationer.           |                    |                                      |                                     |
| 21 | 17. august 2021    | ISBN 978-4-06-522218-8               | ISBN 978-4-06-523604-8              |
| Udsendt både i almindelig udgave og i eksklusiv udgave med DVD med den anden animefilm.                                                    |                    |                                      |                                     |
| 22 | Januar 2022        |                                      |                                     |
| |                    |                                      |                                     |

## Anime
En animeserie i 13 afsnit produceret af GoHands og instrueret af Hiromitsu Kanazawa blev sendt i Japan mellem 4. juli og 26. september 2010 på TV Kanagawa. Den blev også sendt på senere tidspunkter på Chiba TV, TV Saitama, Sun TV, KBS, Tokyo MX, TV Aichi og AT-X. Introsangen er "Yamato Nadeshiko Education" (大和撫子エデュケイション) af Triple Booking (en hentydning til mangakaens tidligere værk Idol no Akahon) og sunget af Youko Hikasa, Satomi Satou and Sayuri Yahagi, der også lægger stemme til Shino, Aria og Suzu. Slutsangen er "Aoi Haru" (蒼い春) af Angela. Animeseerien blev udgivet på seks blu-ray hhv. dvd mellem 4. august og 27. oktober 2010 og som samlet blu-ray-sæt 24. december 2014.
Efterfølgende blev animeen fulgt op af otte OVA-afsnit, der blev udsendt enkeltvis enten på dvd vedlagt eksklusive udgaver af mangabindene, startende med bind 5 15. april 2011 eller som selvstændig blu-ray og dvd. Ligesom animeserien er de produceret af GoHands og med afsnitsnumre i forlængelse af serien. I kronologisk rækkefølge udsendtes på denne måde afsnit 14 vedlagt bind 5, afsnit 15 vedlagt bind 6, afsnit 16 som selvstændig OVA 25. april 2012, afsnit 17 vedlagt bind 7, afsnit 18 vedlagt bind 8, afsnit 19 som selvstændig OVA 8. maj 2013, afsnit 20 som selvstændig OVA 10. juli 2013 og afsnit 21 vedlagt bind 9. De otte OVA-afsnit blev efterfølgende udgivet som et samlet blu ray-sæt 21. januar 2015.
9. oktober 2013 annoncerede Weekly Shounen Magazine, at der var givet grønt lys for en egentlig anden sæson af animeserien og med de samme dubbere som hidtil i hovedrollerne. Youko Hikasa, der lægger stemme til elevrådsformanden Shino Amakusa, kommenterede det med ordene: "På en god måde er det bare det samme som altid... men der er fyret op for tvetydighederne!" Den nye sæson, Seitokai Yakuindomo*, blev på 13 afsnit, der sendtes i japansk tv fra 4. januar til 29. marts 2014. Introsangen er denne gang "Flower-Blooming Strongest Legend Days" (花咲く☆最強レジェンドDays Hana Saku☆Saikyou Legend Days) af Triple Booking, mens slutsangen er "Future Night" (ミライナイト(初回限定盤) Mirai naito) af Satomi Satou.
Ligesom første sæson bliver anden sæson også fulgt op af OVA-afsnit, nu bare med afsnitsnumre i forlængelse af anden sæson. Foreløbigt er afsnit 14 af anden sæson således udsendt på dvd vedlagt en eksklusiv udgave af bind 10, afsnit 15 som selvstændig OVA 22. oktober 2014,, afsnit 16 vedlagt bind 11, afsnit 17 vedlagt bind 12, afsnit 18 vedlagt bind 13, afsnit 19 vedlagt bind 14, afsnit 22 vedlagt bind 15, afsnit 23 vedlagt bind 17 og afsnit 24 vedlagt bind 18. Bind 19, der udkom 17. september 2020, udkom også i en eksklusiv udgave med en vedlagt anime-dvd.
I december 2016 blev det annonceret, at en animefilm med titlen Gekijouban Seitokai Yakuindomo ville få premiere 21. juli 2017 som en markering af mangaseriens 10 års jubilæum. Filmen blev produceret af GoHands med Hiromitsu Kanazawa som instruktør. Dubberne er de samme som i animeserien. Filmen, der fungerer som afsnit 20-21 af anden sæson, blev udgivet på dvd vedlagt en eksklusiv udgave af mangaens bind 16 16. marts 2018. En anden film skulle have haft premiere 10. juli 2020, men det måtte udskydes på grund af coronaviruspandemien. I stedet fik den premiere 1. januar 2021. Den blev efterfølgende udgivet på dvd vedlagt en eksklusiv udgave af mangaens bind 21 17. august 2021.

### Stemmer
- Shintaro Asanuma - Takatoshi Tsuda[53]
- Youko Hikasa - Shino Amakusa, Shiho Iida[53]
- Satomi Satou - Aria Shichijou, Karuna Kisaragi[53]
- Sayuri Yahagi - Suzu Hagimura, Yuuri Arina[53]
- Asami Shimoda - Kotomi Tsuda[53][54]
- Satomi Arai - Ranko Hata[54]
- Yuu Kobayashi - Naruko Yokoshima[54]
- Chiaki Omigawa - Mutsumi Mitsuba[53][54]
- Yukika Teramoto - Chiri Nakazato
- Emiri Katou - Kaede Igarashi[54]
- Mutsumi Tamura - Sayaka Dejima[54]
- Hekiru Shiina - Nene Todoroki[54]
- Miho Hino - Toki-san[54]
- Sumire Uesaka - Mori
- Tone Kentaro - Daimon
- Emiri Katou - Koyama
- Minoru Shiraishi - Kenji Yanagimoto
- Yukika Teramoto - Chiri Nakazato (sæson 1)
- Chiwa Saitou - Chiri Nakazato (sæson 2 og fremefter)[54]
- Chika Anzai - Nanako Umibe
- Yukika Teramoto - Misaki Amano

## Internetradioshow
Et internetradioshow med titlen Anime 'Seitokai Yakuindomo' ga Zenbu Wakaru Radio, Ryakushite Zenra! (アニメ『生徒会役員共』が全部わかるラジオ、略して全ラ!) og det formål at promovere animeserien startede 14. juli 2010. Showet har ikke en fast vært, men de forskelligere dubbere fra animeserien skiftes til at være vært hver uge.

## CD'er
| Titel | Udgivet           | Kodenr.   | Type        | Indhold og bemærkninger                                   |
| --- | ----------------- | --------- | ----------- | --------------------------------------------------------- |
| Yamato Nadeshiko Education (大和撫子エデュケイション Tamato Nadeshiko Edukeishon) | 21. juli 2010     | KICM-3211 | Maxi-single | Introsang til første sæson af Triple Booking.             |
| Aoi Haru (蒼い春 Aoi Haru) | 28. juli 2010     | KICM-3212 | Maxi-single | Slutsang til første sæson af Angela.                      |
| Seitokai Yakuindomo Soundtrack Shino Disc (生徒会役員共 サウンドトラック シノ盤 Seitokai Yakuindomo Saundotorakku Shino Ban) | 27. oktober 2010  | KICA-3127 | Soundtrack  |                                                           |
| Seitokai Yakuindomo Soundtracks Aria Disc (生徒会役員共 サウンドトラック アリア盤 Seitokai Yakuindomo Saundotorakku Aria Ban) | 27. oktober 2010  | KICA-3128 | Soundtrack  |                                                           |
| Seitokai Yakuindomo DJCD Anime Seitokai Yakuindomo All Tell Radio, Complete Capture! Complete One (生徒会役員共DJCD「アニメ生徒会役員共が全部わかるラジオ、略して全ラ!」の全て その壱 Seitokai Yakuindomo DJCD Anime Seitokai Yakuindomo ga Zenbu Wakaru Rajio, shashite zen ra! No subete sono ichi) | 22. december 2010 | KICA-3134 | DJCD        |                                                           |
| Seitokai Yakuindomo DJCD Anime Seitokai Yakuindomo All Tell Radio, Complete Capture! Complete Two (生徒会役員共DJCD「アニメ生徒会役員共が全部わかるラジオ、略して全ラ!」の全て その弐 Seitokai Yakuindomo DJCD Anime Seitokai Yakuindomo ga Zenbu Wakaru Rajio, shashite zen ra! No subete sono ni)   | 26. januar 2011   | KICA-3135 | DJCD        |                                                           |
| DJCD Seitokai Yakuindo MaxPower Vol. 1 (DJCD 生徒会役員共 MaxPower Vol.1 DJCD Seitokai Yakuindo MaxPower Vol. 1) | 25. april 2012    | KICA-3194 | DJCD        |                                                           |
| DJCD Seitokai Yakuindo MaxPower Vol. 2 (DJCD 生徒会役員共 MaxPower Vol.2 DJCD Seitokai Yakuindo MaxPower Vol. 2) | 23. maj 2012      | KICA-3195 | DJCD        |                                                           |
| DJCD Seitokai Yakuindo MaxPower Vol. 3 (DJCD 生徒会役員共 MaxPower Vol.3 DJCD Seitokai Yakuindo MaxPower Vol. 3) | 24. oktober 2012  |           | DJCD        |                                                           |
| Flower-Blooming Strongest Legend Days (花咲く☆最強レジェンドDays Hana Saku☆Saikyou Legend Days) | 22. januar 2014   |           | Maxi-single | Introsang til anden sæson af Triple Booking.              |
| Future Night (ミライナイト(通常盤) Mirai naito) | 26. februar 2014  |           | Maxi-single | Slutsang til anden sæson af Satomi Satou.                 |
| Future Night (ミライナイト(初回限定盤) Mirai naito) | 26. februar 2014  |           | Maxi-single | Slutsang til anden sæson af Satomi Satou med vedlagt dvd. |
| DJCD Seitokai Yakuindomo* Vol. 1 (DJCD 生徒会役員共* Vol.1) | 28. maj 2014      | FFCC-41   | DJCD        |                                                           |
| DJCD Seitokai Yakuindomo* Vol. 2 (DJCD 生徒会役員共* Vol.2) | 25. juni 2014     | FFCC-42   | DJCD        |                                                           |
| Seitokai Yakuindomo's Tune All Clear Lucky CD, All Short (生徒会役員共の楽曲が全部分かるラッキーなCD、略して、全ラ。 Seitokai Yakuindomo no Gakkyoku ga Zenbu Wakaru Rakiina CD, Rikkushite Zenra) | 22. oktober 2014  | KICA-3231 | Soundtrack  |                                                           |